# Citrinitas
Citrinitas is een aanduiding voor “geelheid”. Het is een van de vier onderdelen van het alchemistisch Magnum Opus (het Grote Werk).
Deze (derde) stap in het alchemistisch werk staat voor de transmutatie van zilver in goud.
Verbonden met citrinitas zijn de zonsopgang of het ontwaken.